# Micrathena nigrichelis
Micrathena nigrichelis är en spindelart som beskrevs av Embrik Strand 1908. Micrathena nigrichelis ingår i släktet Micrathena och familjen hjulspindlar. Inga underarter finns listade i Catalogue of Life.